# Learn to Fly
A Learn to Fly a Foo Fighters 1999-ben megjelent kislemeze. Ez az első kislemez a zenekar 1999-es There Is Nothing Left to Lose albumáról.

## Helyezések és eladási minősítések

### Kislemez-listák
| Lista (1999)                          | Helyezés |
| ------------------------------------- | -------- |
| Ausztrália (ARIA)                     | 36       |
| Kanada (RPM Singles Chart)            | 13       |
| Kanada (RPM Rock Chart)               | 1        |
| Hollandia (Top 40)                    | 32       |
| Hollandia (Single Top 100)            | 72       |
| Európa (European Hot 100 Singles)     | 65       |
| Új-Zéland (Recorded Music NZ)         | 23       |
| Svédország (Sverigetopplistan)        | 52       |
| Egyesült Királyság (UK Singles Chart) | 21       |
| US Billboard Hot 100                  | 19       |
| US Mainstream Rock (Billboard)        | 2        |
| US Adult Top 40 (Billboard)           | 15       |
| US Mainstream Top 40 (Billboard)      | 22       |

### Eladási minősítések
| Ország           | Minősítés |
| ---------------- | --------- |
| Kanada           | arany     |
| Egyesült Államok | arany     |